# Antoni Bielski (zm. 1789)

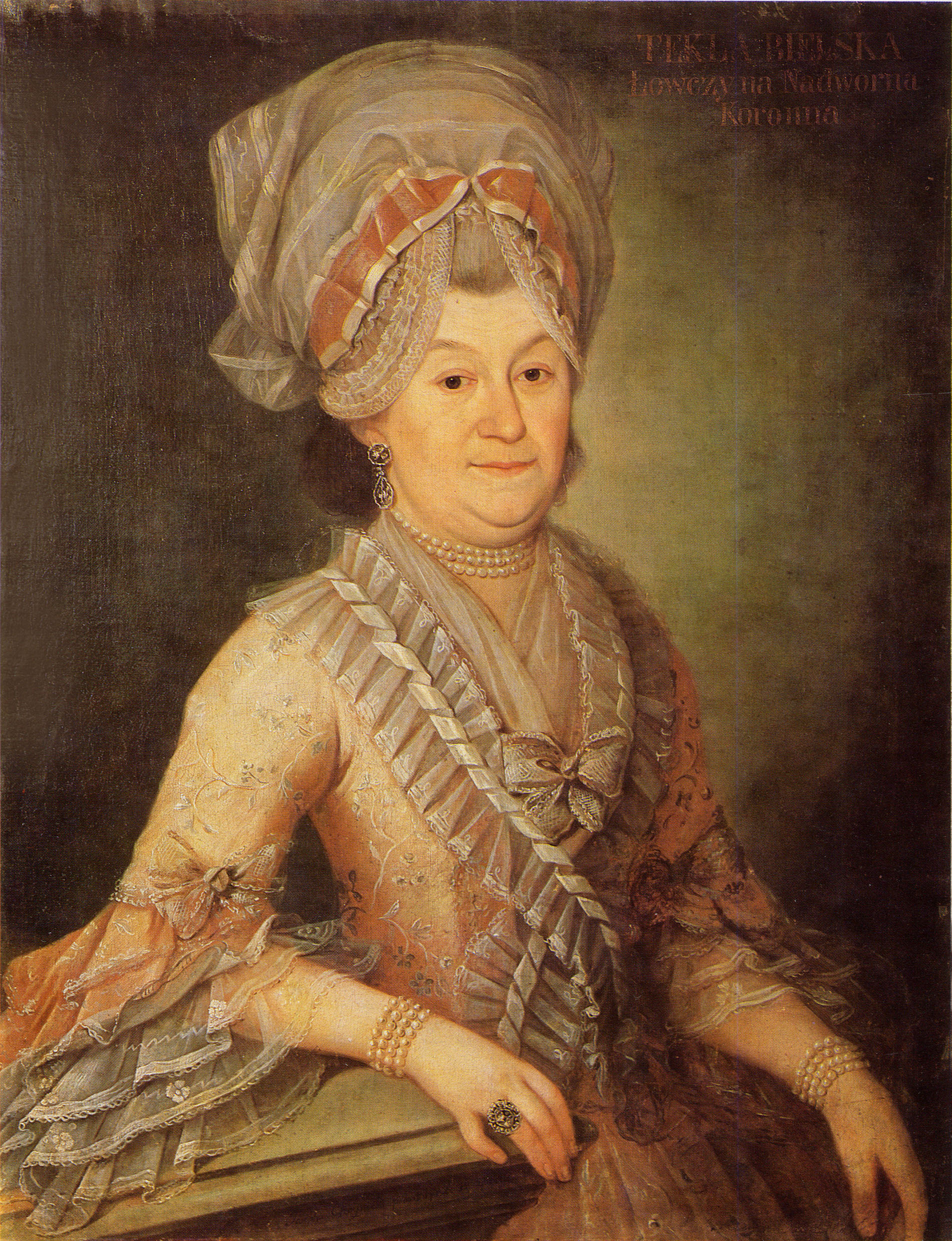
Józef Chojnicki. Portret Tekli Bielskiej (1782)

Antoni Bielski z Olbrachcic herbu Jelita (zm. 28 lutego 1789 w Pieniakach) – «pan na Zborowie z przyległościami, Jarczowcach z przyległościami, Pieniakach z przyległościami, Załoścach, Dobrowodach, Kluczowie wyższym, Miastkówce, połowie Utoropia, Szeszorach, Prokurawie, Brusturach, Wierzbiążu wyższym...». 19 listopada 1778 r. otrzymał tytuł hrabiowski austriacki od cesarzowej Marii Teresy. Kawaler orderu Orła Białego (1782), kawaler orderu świętego Stanisława (1781), łowczy nadworny (1750), starosta czerwonogródzki, starosta rabsztyński (1749, Bogusław Bielski w 1742 otrzymał konsens królewski na odstąpienie starostwa rabsztyńskiego Antoniemu Bielskiemu), sędzia kapturowy ziemi lwowskiej w 1764 roku.
Jego małżonką była Tekla z Kalinowskich, starościanka winnicka i dobrzyniowska (w 1736 z jej funduszu powstał ołtarz św. Antoniego w Gwoźdźcu), z którą miał syna Bogusława i sześć córek: Anielę – żonę hr. Ignacego Miączyńskiego (1760–1809), Marię - żonę hr. Franciszka Trembińskiego h. Rogala, starostę putoszyńskiego, Elżbietę – żonę Ignacego Bielskiego, chorążego lwowskiego (zm. 1803), Juliannę - żonę hr. Dominika Dzieduszyckiego, Franciszkę Zofię - żonę Ignacego Stempkowskiego h. Suchekownaty, podkomorzego koronnego oraz Teklę Lukrecję (1758-1806) - sakramentkę lwowską.